# Castro Marim
Castro Marim és un municipi portuguès, situat al districte de Faro, a la regió d'Algarve i a la subregió de l'Algarve. L'any 2006 tenia 5.349 habitants. Limita al nord i oest amb Alcoutim, a l'est amb Ayamonte, al sud amb Vila Real de Santo António i l'Oceà Atlàntic, al sud-oest amb la freguesia de Vila Nova de Cacela (Vila Real de Santo António) i a l'oest amb Tavira.

## Població
| Població del concelho de Castro Marim (1801 – 2011) | Població del concelho de Castro Marim (1801 – 2011) | Població del concelho de Castro Marim (1801 – 2011) | Població del concelho de Castro Marim (1801 – 2011) | Població del concelho de Castro Marim (1801 – 2011) | Població del concelho de Castro Marim (1801 – 2011) | Població del concelho de Castro Marim (1801 – 2011) | Població del concelho de Castro Marim (1801 – 2011) | Població del concelho de Castro Marim (1801 – 2011) |       |
| --------------------------------------------------- | --------------------------------------------------- | --------------------------------------------------- | --------------------------------------------------- | --------------------------------------------------- | --------------------------------------------------- | --------------------------------------------------- | --------------------------------------------------- | --------------------------------------------------- | ----- |
| 1801                                                | 1849                                                | 1900                                                | 1930                                                | 1960                                                | 1981                                                | 1991                                                | 2001                                                | 2004                                                | 2011  |
| 5.020                                               | 4.874                                               | 8.308                                               | 9.402                                               | 9.992                                               | 7.297                                               | 6.803                                               | 6.593                                               | 6.495                                               | 6.719 |

## Freguesies
- Altura
- Azinhal
- Castro Marim
- Odeleite